# NGC 388
NGC 388 é uma galáxia elíptica (E1) localizada na direcção da constelação de Pisces. Possui uma declinação de +32° 18' 38" e uma ascensão recta de 1 horas, 07 minutos e 47,1 segundos.
A galáxia NGC 388 foi descoberta em 4 de Novembro de 1850 por William Parsons.